# Хенри V (пиеса)
Вижте пояснителната страница за други личности с името Хенри V.
„Хенри V“ (на английски: Henry V) е името на пиеса, написана от Уилям Шекспир около 1599 г. Основана е върху исторически факти от живота на английския крал Хенри V и е фокусирана върху събитията непосредствено преди и след Битката при Азенкур, състояла се през 1415 година.

## Място на действието
Действието се развива в Англия и Франция.

## Действащи лица
- Крал Хенри V
- Дук Глостър, Дук Бедфорд – братя на краля
- Дук Ексетър – чичо на краля
- Дук Йорк – братовчед на краля
- Граф Солзбъри
- Граф Уестморланд
- Граф Уорик
- Граф Кеймбридж
- Кентърбърийският архиепископ
- Илийскиат епископ
- Лорд Скруп
- Сър Томас Грей
- Сър Томас Ърпингам
- Гауър, Флуелен – уелсец, Мак-Морис – ирландец, Джейми – шотландец – английски офицери
- Бейтс, Корт, Уилямс – английски войници
- Пистол, Ним, Бардолф, Паж на тримата – от компанията на Фалстаф
- Английски глашатай
- Шарл VI – крал на Франция
- Дофинът Луи – престолонаследник на Франция
- Бургундският Дук
- Орлеанският Дук
- Бурбонският Дук
- Британският Дук
- Конетабълът на Франция
- Рамбюр, Гранпре – френски благородници
- Управителят на Арфьор
- Монжуа – глашатай на Франция
- Посланици – на Франция
- Кралица Изабела – съпруга на Шарл VI
- Катерина – дъщеря на Шарл VI и Изабела
- Алиса – нейна придворна дама
- Мистрис Скокли – стопанка на кръчма; сега съпруга на Пистол
- Хор
- Благородници, Дами, Офицери, Войници, Граждани, Пратеници и Слуги

## Сюжет
Пиесата е последната част от тетралогията, предшествана от „Ричард II“, „Хенри IV, част 1“ и „Хенри IV, част 2“. Следователно, публиката на тези постановки вече е запозната с главния герой, който е описан в пиесите за Хенри IV като своенравния млад престолонаследник принц Хал. В „Хенри V“ младият принц съзрява политически и се опитва да наложи своята власт над Франция.